# سيرجيو دياز ريبيرو
سيرجيو دياز ريبيرو (بالبرتغالية: Sérgio Filipe Dias Ribeiro‏) (16 يونيو 1985 ببورتو في البرتغال - ) هو لاعب كرة قدم برتغالي في مركز الوسط. لعب مع سسكا صوفيا وليفادياكوس وميتالوره زابورجيا ونادي لاريسا ونادي لاميا ونادي لوكوموتيف بلوفديف وفيهرين ساندانسكي وS.F.K. Pierikos (football) ‏ وTrikala F.C. ‏ وF.C. Pedras Rubras ‏.

## وصلات خارجية
- سيرجيو دياز ريبيرو على موقع اتحاد أوكرانيا (الإنجليزية)
- سيرجيو دياز ريبيرو على موقع قاعدة بيانات كرة القدم.إي يو (الإنجليزية)
- سيرجيو دياز ريبيرو على موقع Soccerway.com (الإنجليزية)